# Anemonia chubutensis
Anemonia chubutensis is een zeeanemonensoort uit de familie Actiniidae.
Anemonia chubutensis is voor het eerst wetenschappelijk beschreven door Zamponi & Acuña in 1992.